# Vừa đi vừa khóc
Vừa đi vừa khóc là một bộ phim truyền hình được thực hiện bởi BHD cùng TVPlus do Vũ Ngọc Đãng làm biên kịch, đạo diễn. Phim phát sóng vào lúc 21h20 từ thứ 2, 3, 4 hàng tuần bắt đầu từ ngày 17 tháng 3 năm 2014 và kết thúc vào ngày 7 tháng 7 năm 2014 trên kênh VTV3.

## Nội dung
Vừa đi vừa khóc xoay quanh câu chuyện của hai nhân vật chính là Đông Dương (Minh Hằng) – cô gái từ nhỏ đã phải giả trai vì bà nội có tư tưởng trọng nam khinh nữ và Hải Minh (Lương Mạnh Hải) – con trai thất lạc của Bà Hoa (Thanh Thủy) chuyên buôn ve chai. Trong quá trình đi tìm mẹ của Minh, cuộc sống đầy mâu thuẫn, những khó khăn của Dương khi phải giả trai với bao biến cố đã xảy ra, để cuối cùng, kết thúc có hậu liệu có đến với họ.

## Diễn viên
- Minh Hằng trong vai Đông Dương[6]
- Lương Mạnh Hải trong vai Hải Minh[6]
- Nhã Phương trong vai Thêu[4]
- Ninh Dương Lan Ngọc trong vai Lụa[4]
- Thanh Thủy trong vai Bà Hoa[4]
- NSƯT Lê Thiện trong vai Bà Nội [8]
- Phương Thanh trong vai Chanh[4]
- Văn Tùng trong vai Ông Tùng[4]
- La Quốc Hùng trong vai Lố
- Bảo Anh trong vai Bảo Quyên

Cùng một số diễn viên khác....

## Nhạc phim
| STT | Nhan đề                        | Trình bày | Thời lượng |
| --- | ------------------------------ | --------- | ---------- |
| 1.  | "Vừa đi vừa khóc"              | Minh Thư  | 4:33       |
| 2.  | "Cảm xúc"                      | Minh Thư  | 3:58       |
| 3.  | "Ngày nắng (hay Nắng)"         | Minh Thư  | 4:33       |
| 4.  | "Em mơ"                        | Minh Thư  | 2:56       |
| 5.  | "Còn yêu nhau hãy về với nhau" | Minh Thư  | 4:49       |
| 6.  | "Lo âu"                        | Minh Thư  | 3:46       |

## Sản xuất
Ý tưởng phim đã được lên kế hoạch từ bốn năm trước thời điểm phát sóng và phải đến hai năm sau đó mới bắt đầu đi vào sản xuất, với hơn một năm viết kịch bản và một năm để quay phim. Bộ phim cũng đánh dấu sự tái hợp giữa bộ ba đạo diễn, diễn viên Vũ Ngọc Đãng, Minh Hằng và Lương Mạnh Hải sau dự án phim Việt hóa Ngôi nhà hạnh phúc. Bối cảnh phim diễn ra chủ yếu tại một khu dân cư lao động bên mé sông tại Quận 2 Thành phố Hồ Chí Minh.

## Đón nhận
Dù được ghi nhận có tỉ suất người xem cao và thu hút nhiều quảng cáo tại thời điểm phát sóng, Vừa đi vừa khóc đã bị đánh giá là "bước lùi" của đạo diễn kiêm biên kịch Vũ Ngọc Đãng. Bộ phim cũng gây nên tranh cãi về khẩu hình và diễn xuất của các diễn viên, mô-típ nội dung cũ kỹ và gượng ép, đồng thời bị coi là phiên bản nhái của Bỗng dưng muốn khóc. Ngay trước thời điểm phát sóng tập cuối vào ngày 7 tháng 7 năm 2014, bản phim 35 phút chưa qua biên tập của bộ phim đã bị phát tán lên mạng và nhanh chóng bị gỡ vào tối cùng ngày.

## Giải thưởng
| Năm  | Giải thưởng   | Hạng mục                  | (Người) đề cử | Kết quả   | Tham khảo |
| ---- | ------------- | ------------------------- | ------------- | --------- | --------- |
| 2014 | Ấn tượng VTV  | Phim truyền hình ấn tượng | —             | Đoạt giải | [ 16 ]    |
| 2014 | Giải Mai Vàng | Nữ diễn viên truyền hình  | Minh Hằng     | Đoạt giải | [ 17 ]    |